# Camiro
Camiro (in greco Κάμειρος?, Kameiros o Kamiros) è un ex comune della Grecia nella periferia dell'Egeo Meridionale (unità periferica di Rodi) con 5145 abitanti secondo i dati del censimento 2001.
È stato soppresso a seguito della riforma amministrativa, detta programma Callicrate, in vigore dal gennaio 2011 ed è ora compreso nel comune di Rodi.
È situato dove in passato sorgeva una città, presso una penisola nella costa nord-occidentale dell'isola.
La città era il cuore di una regione agricola e costituiva una delle tre Città-Stato dell'isola di Rodi, insieme a Lindos e Ialiso.

## Storia

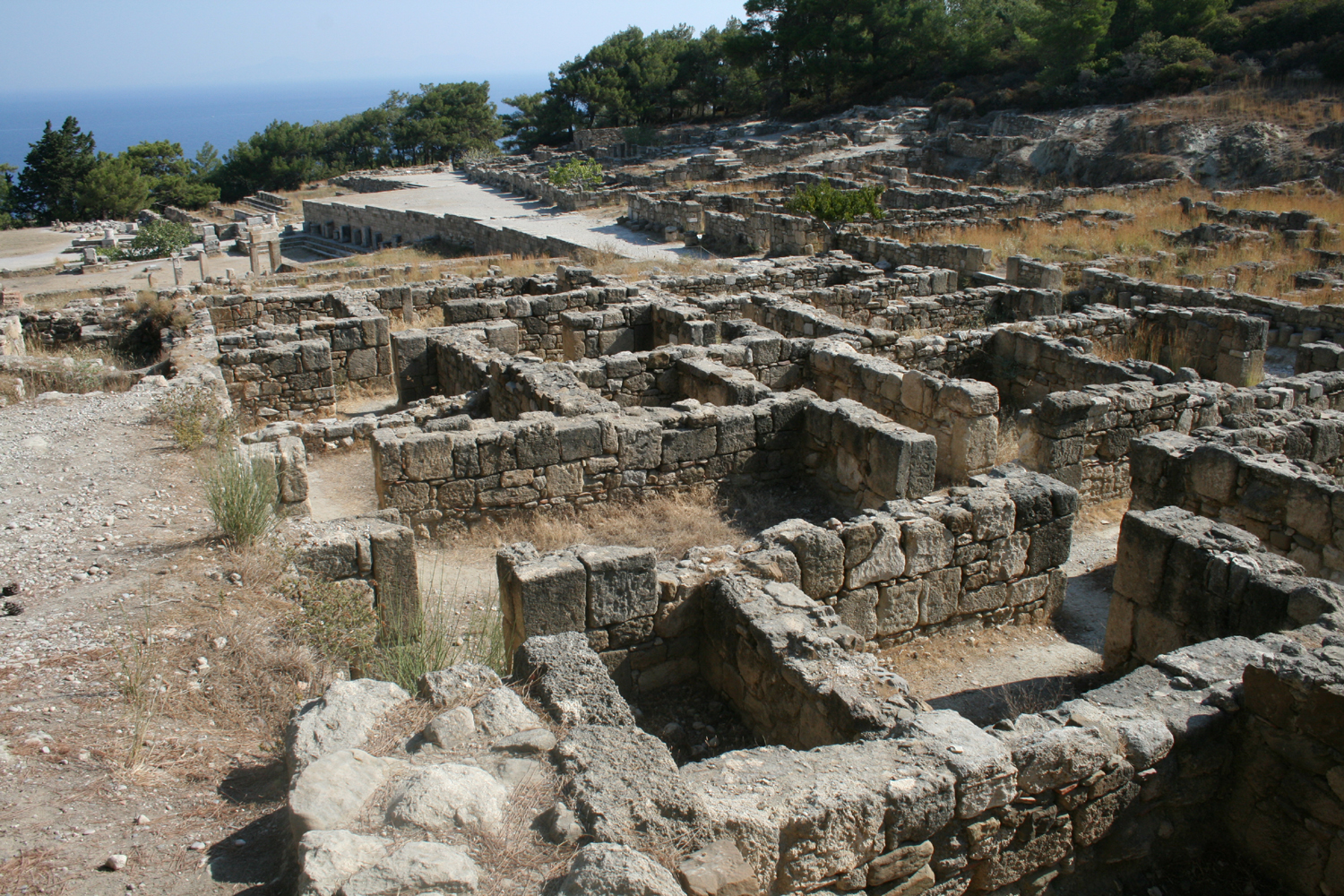
Camiro, le case della parte centrale

Durante la preistoria, l'intera area fu abitata dagli Achei, anche se il primo insediamento sulla collina fu fondato solo successivamente dai Dori. Le fondamenta del tempio furono iniziate quantomeno nell'VIII secolo a.C. Nel VI secolo a.C. Camiro fece parte dell'esapoli dorica (dal V secolo a.C. Pentapoli dorica).
Nell'area del sito archeologico aperto ai visitatori sono conservate le rovine della Camiro ellenistica, ricostruita sopra quella originaria dorica, dopo che un terremoto nel 226 a.C. distrusse la città ed il tempio. Nel 142 a.C. la città venne distrutta per una seconda volta da un nuovo terremoto.
L'antica città dorica era costruita su tre livelli, seguendo il sistema urbanistico di Ippodamo. Sulla sommità della collina si trovava l'Acropoli, con il tempio di Atena Kameiras e la stoà. Intorno al VI secolo a.C., sempre in cima alla collina, onde far defluire per gravità l'acqua verso i pozzi della parte abitata, fu costruito un piccolo bacino artificiale coperto, con una capacità di 600 metri cubi d'acqua, sufficiente a soddisfare le esigenze idriche di un massimo di 400 famiglie. In seguito, sopra il bacino, fu costruita la Stoa. La Stoa era costituita da due file di colonne doriche, con uno spazio nel retro per alloggi ed attività commerciali.
L'insediamento urbanistico principale era situato nella parte centrale della collina, costituito da una griglia di viuzze parallele e blocchi di case, tutto costruito con terrazzamenti, resi necessari dal pendio che caratterizza l'intero complesso.
Nella parte inferiore della collina si trovano invece edifici a carattere religioso: un Tempio dorico, probabilmente dedicato ad Apollo, la Piazza della fontana con l'Agorà di fronte ad essa ed il Peribolo degli Altari, che conteneva varie statue e doni votivi alle varie divinità.
I primi scavi archeologici furono organizzati da Alfred Biliotti e da Auguste Salzmann tra il 1852 e il 1864. Nel 1928, durante l'occupazione italiana dell'isola, la Scuola archeologica italiana di Atene iniziò un lavoro sistematico di scavi in tutta l'area, congiuntamente ad una fase di restauri conservativi che durarono fino al termine della seconda guerra mondiale.

## Località
Camiro è suddivisa nelle seguenti comunità:
- Apòllona[7], (Apollona)
- Calavarda[7], (Kalavarda)
- Dimilià[7], (Dimylia)
- Fane[7], (Fanes)
- Platania[7] (Platania)
- Sàlaco[7], (Salakos)
- Soroni[7], (Soroni)

## Galleria d'immagini

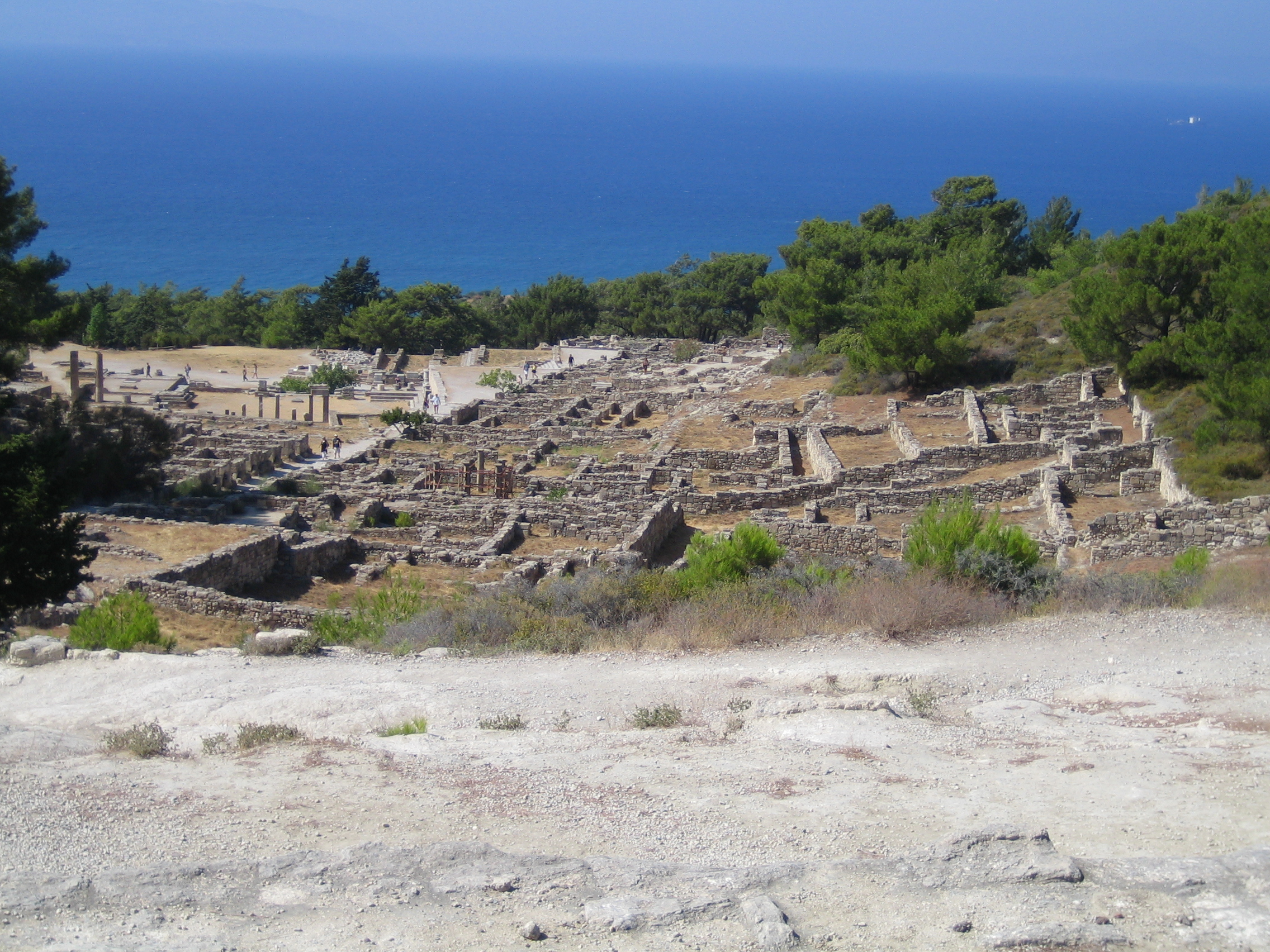
Camiro, veduta dall’Acropoli.
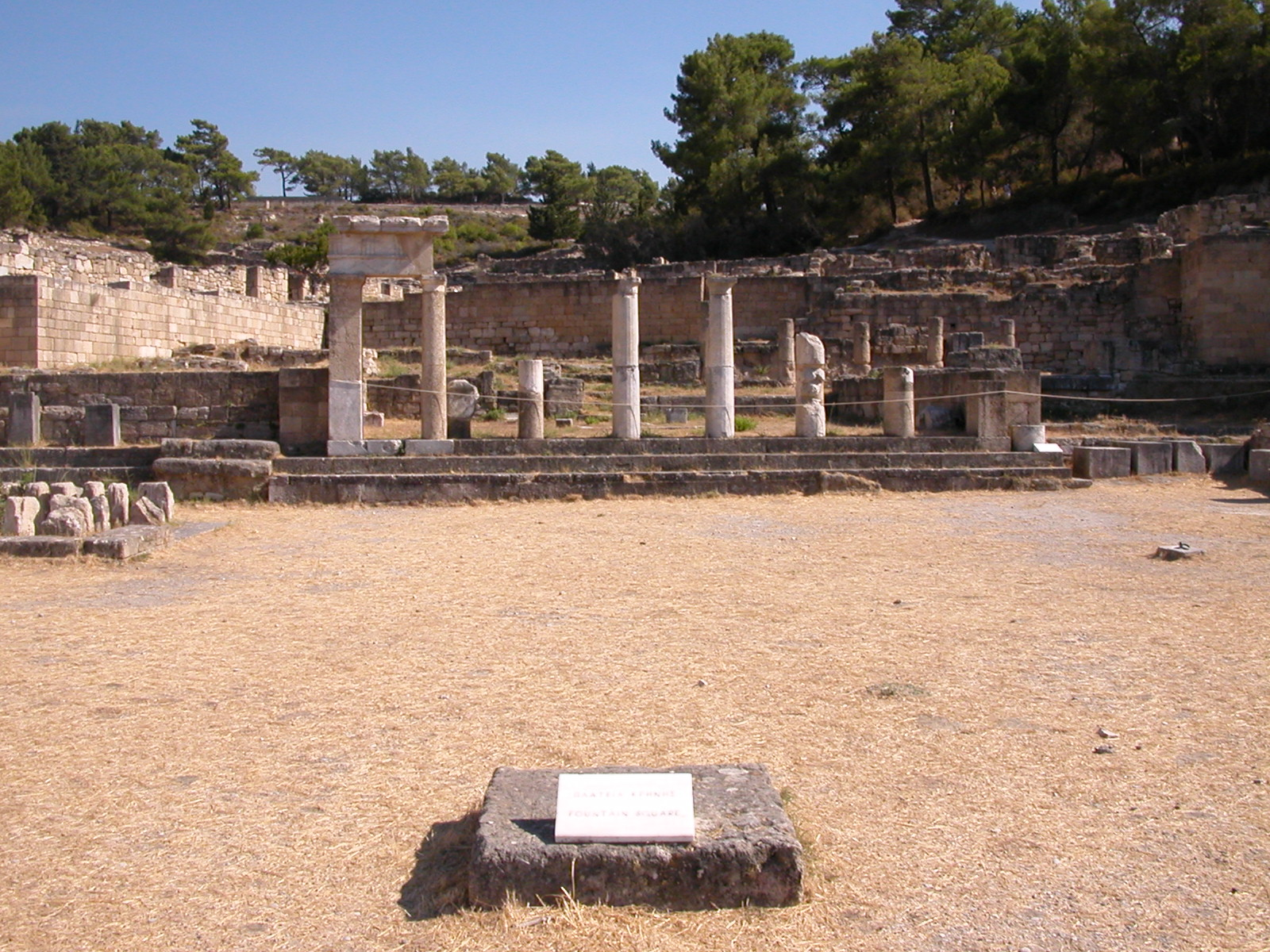
Camiro, Piazza della fontana.
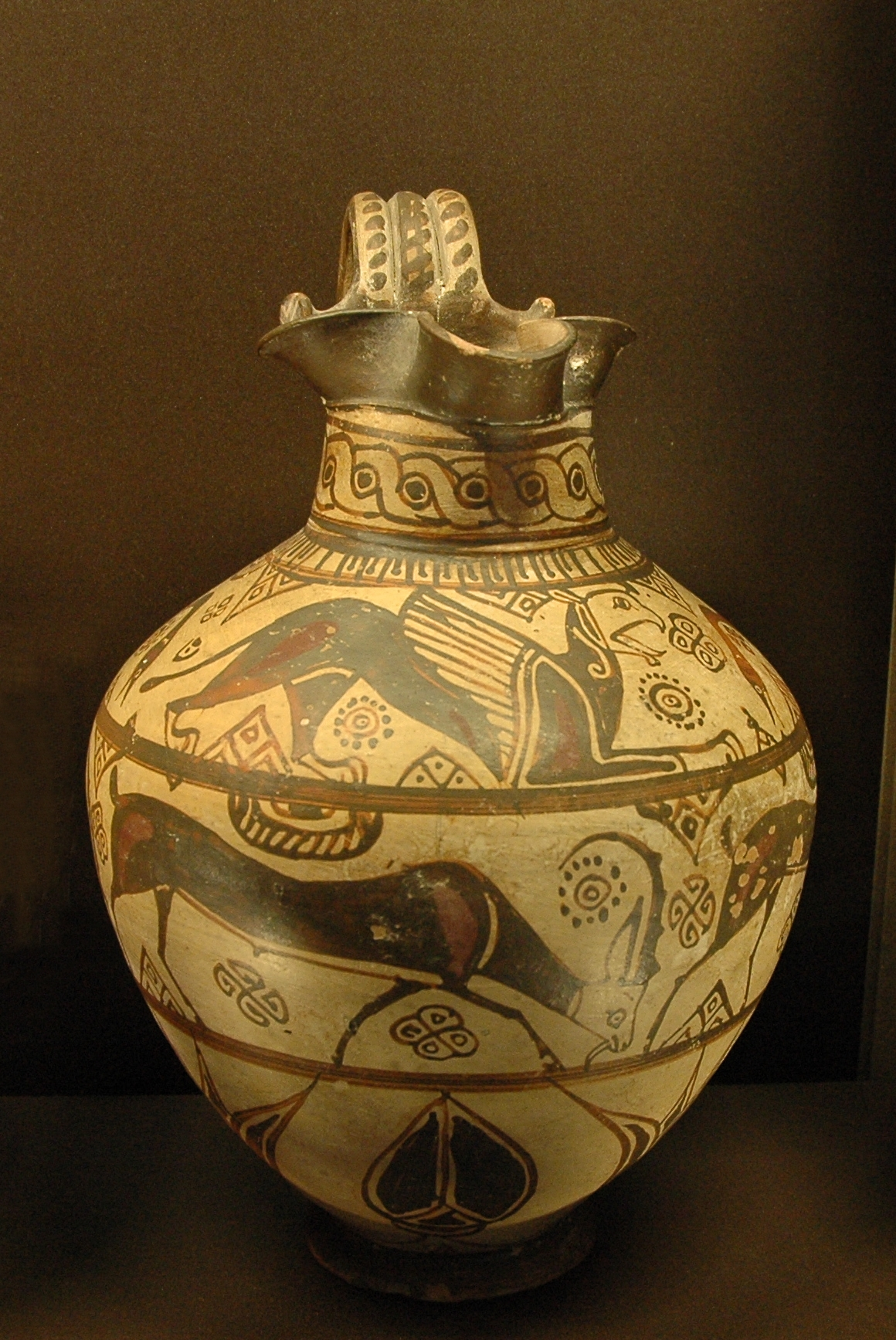
Oinochoe rinvenuta a Camiro (625-600 a.C. - h. 33 cm) - Louvre.
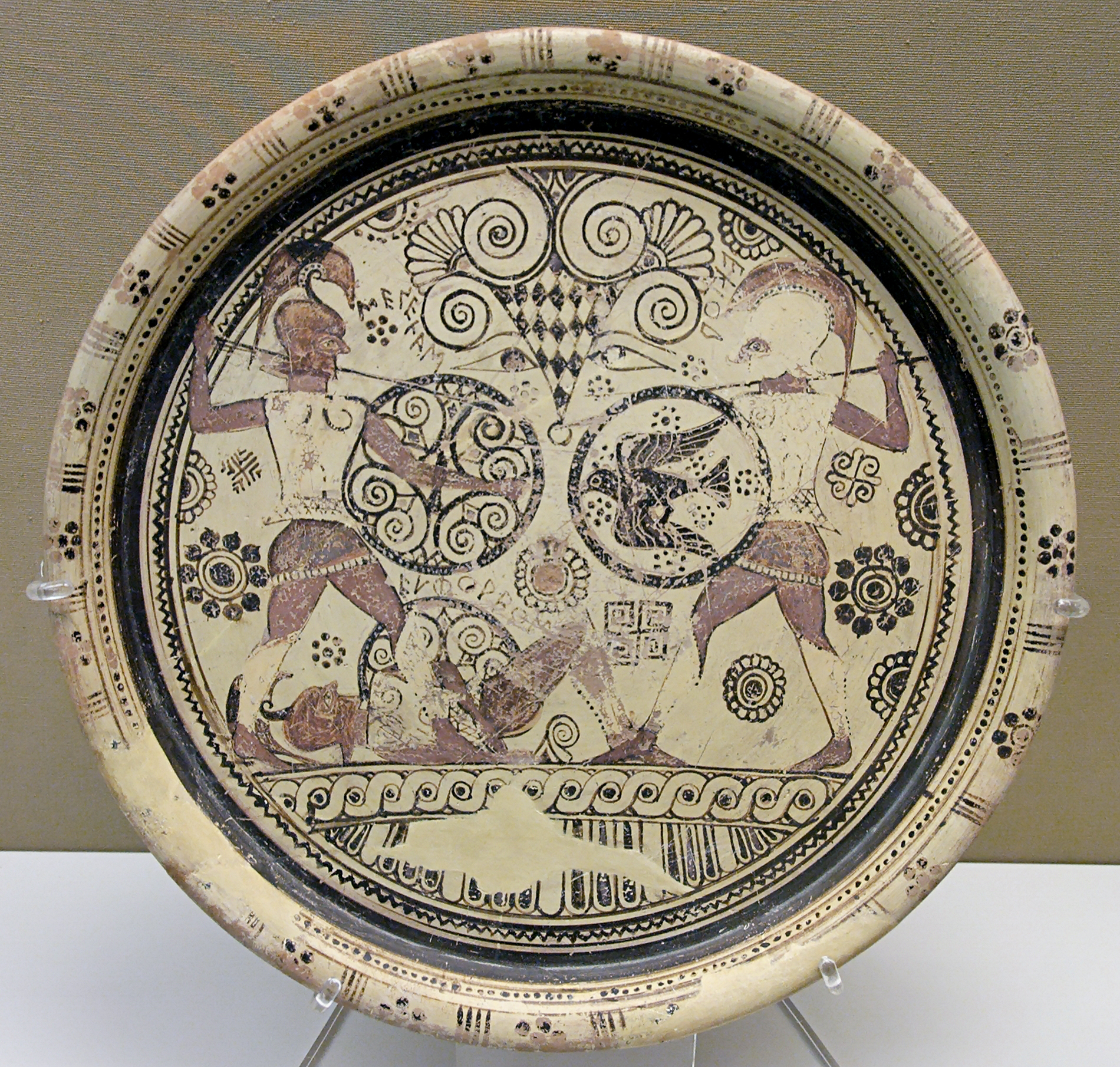
Piatto decorato rinvenuto a Camiro (circa 600 a.C. - diam. 38,5 cm) - British Museum.
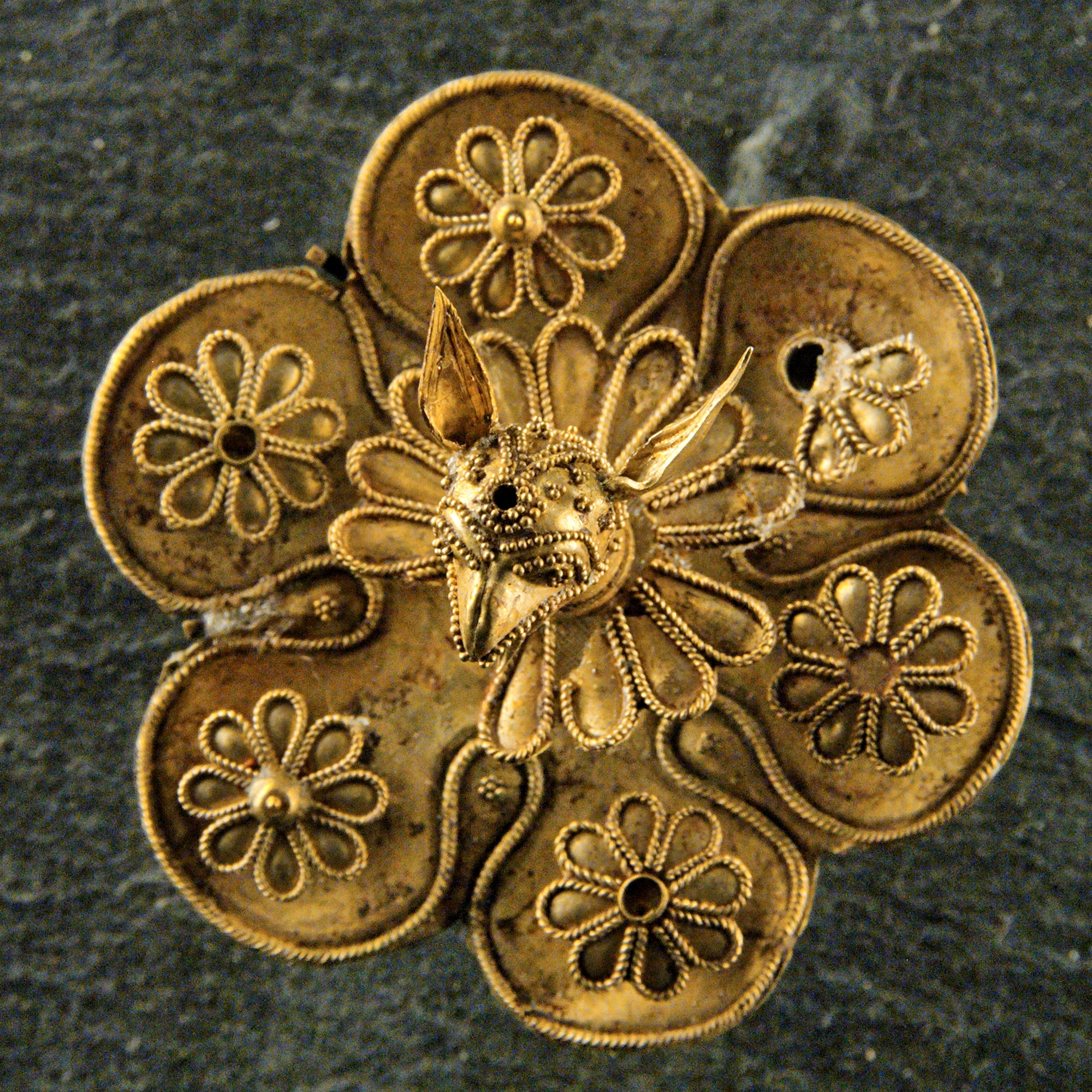
Spilla in elettro con grifone, rinvenuta nella necropoli (625–600 a.C.) - Louvre